# 长柄果飘拂草
长柄果飘拂草（学名：Fimbristylis longistipitata）为莎草科飘拂草属下的一个种。

## 扩展阅读
維基物種上的相關：长柄果飘拂草